# Mesocyclops longisetus
Mesocyclops longisetus – gatunek widłonoga z rodziny Cyclopidae.

## Systematyka
Takson ten opisał w 1912 roku szwajcarski zoolog Maurice Thiébaud, nadając mu nazwę Cyclops leuckarti longiseta. Jako miejsca typowe autor wskazał przydrożny staw w okolicach Medellín w Kolumbii oraz staw w pobliżu Mendozy w Argentynie.

### Podgatunki
Wyróżnia się dwa podgatunki Mesocyclops longisetus: 
- M. l. curvatus Dussart, 1987
- M. l. longisetus (Thiébaud, 1912)

Dawniej za podgatunek Mesocyclops longisetus był też uznawany klasyfikowany obecnie jako osobny gatunek Mesocyclops araucanus.

## Występowanie
Gatunek ten występuje w Ameryce Południowej i Północnej na północ po Kanadę, odnotowano go też w Gwadelupie (Małe Antyle). 